# سلطان ناصر
سلطان ناصر مواليد 9 أبريل 1990، لاعب كرة قدم إماراتي يجيد اللعب في الوسط.
لعب سابقاً مع نادي العين ونادي كلباء .

## روابط خارجية
- سلطان ناصر على موقع Soccerway.com (الإنجليزية)